# 成都陕西会馆
成都陕西会馆是寓川陕西人的同乡会馆，位於四川省成都市陕西街130号，蓉城饭店内。
成都陕西会馆始建于清康熙二年（1663年）。明末清初四川战乱结束后，大批移民入川，建立了大量会馆。而陕西会馆是成都最著名的一座会馆建筑。在清代，陕籍客商垄断四川的大商业，财力雄厚，因此陕西会馆也是规模最宏大的一座会馆。据称当时成都居民因仇恨张献忠屠川，不愿意卖地给陕西人，只能高价买下芙蓉街的一个烂泥塘，又长途运来泥土，填平烂泥塘，才得以建造会馆。芙蓉街也因而改名为陕西街。嘉庆二年（1797年）扩修正殿。正殿前立有一对高大的铁桅杆。正殿后建有关帝庙和药王庙，供奉祭祀关羽、药王孙思邈。每年农历四月二十八日举行盛大的药王会。光绪十一年（1885年）又集资重建，至今保存完好。底楼石柱到顶，木料均使用上好楠木，雕刻彩绘精细。成都陕西会馆还曾经建有成都最最大最华丽的戏台。目前会馆门匾陕西籍书法家于右任题写。
1981年4月4日，陕西会馆公布为成都市文物保护单位。2019年1月14日公布為四川省第九批文物保護單位。